# Estación Pan de Azúcar (Coquimbo)
Pan de Azúcar fue una estación de ferrocarril que se hallaba en la comuna de Coquimbo, en la región homónima de Chile. Se encontraba cercano a la entonces localidad rural de La Cantera, a una altitud de 87 m s. n. m., y que recibía su nombre del cerro homónimo ubicado en las cercanías.

## Historia
La estación fue inaugurada en 1862, cuando el ferrocarril que uniría las ciudades de La Serena y Coquimbo con Ovalle alcanzaba el sector de Las Cardas; posteriormente llegaría hasta Higueritas en 1866 y Angostura en 1870. Enrique Espinoza consigna la estación en 1897, al igual que José Olayo López en 1910 y Santiago Marín Vicuña en 1916, quienes la incluyen en sus listados de estaciones ferroviarias, así como también en mapas de 1929 la estación aparece en el trazado.
La estación Pan de Azúcar habría dejado de prestar servicios antes de los años 1950, ya que mapas de 1958 no consignan la existencia de dicha estación.